# ザムエル・ハーネマン
クリスチアン・フリードリヒ・ザムエル・ハーネマン  (Christian Friedrich Samuel Hahnemann 1755年4月10日 - 1843年7月2日) は、ドイツの医師、翻訳家、著作家。ホメオパシーと呼ばれる代替医療体系を作った人物として知られる。

## 生い立ち
ザムエル・ハーネマンはドイツ南東の街マイセンで、父クリスチアン・ゴッドフリート・ハーネマンと母ヨハンナ・クリスチアン・ハーネマンの次男として1755年4月10日誕生したとされる。ハーネマン自身も生涯を通じて10日に誕生日を祝ったが、教会の記録は4月11日とあるため、正確な日付は未だ疑問視されている。 マイセンは陶磁器で名高く、ハーネマンの父親は陶磁器工場の絵師として働いていた。

## 学校生活
ハーネマンはマイセンのサンクト アフラ ギムナジウムに通い1775年に卒業した。その後1775年ドイツのライプチヒ大学で医学を専攻した。ハーネマン はそこでの教育に満足できず、1776年にライプチヒを離れ、オーストリアのウィーンに移り、実践的な医学を学んだ。1779年の春、再びドイツへ戻り、同年8月10日、バイエルン州のエアランゲンにあるフリードリヒ・アレクサンダー大学より医学博士号を授与された。

## 医師として
ハーネマンは24歳のとき、ザクセン=アンハルト州にあるヘットシュテットという銅鉱山の小さな村で医師として働きはじめた。ヘットシュテットはハーネマンの父親と祖父の誕生地だった。その町はハーネマンには小さすぎたため、9ヶ月後にはデッサオに移った。医業の傍に化学にも意欲的に取り組んでいたが、その活動を通して薬剤師の娘、17歳のヨハンナ・レオポルディーネ・ヘンリエテと知り合うことになる。ハーネマンは彼女と恋に落ち、1782年11月17日二人は結婚した。 ハーネマンは当時ヨーロッパで行われていた治療法に疑問を持っていた。中でも主要な治療法だと考えられていた瀉血に対しては、「捏造され仮設された物質的な病的原因を取り除こうと努め」それを治療だと「勘違い」しているのだと厳しく指摘している。

## 翻訳家、著作家として
1796年にドイツの医学雑誌で最初のホメオパシーに関する論文を発表。1807年に発表した論文で初めてホメオパシーという用語を使用した。

## 晩年
1835年、ハーネマンは後妻メラニー（Melanie d'Hervilly) とパリに移住した。1843年7月2日、パリで永眠につき、ペール・ラシェーズ墓地に埋葬された。

## 著作
ハーネマンには数多くの著作があるが、以下のものは日本語に翻訳されている。
- 『医術のオルガノン第六版[改訂版]』（2008）サミュエル・ハーネマン (著), 由井寅子 (監修), 澤元亙 (翻訳), ホメオパシー出版
- 『慢性病論 第2版』（2008）サミュエル・ハーネマン (著), 澤元 亙 (翻訳), ホメオパシー出版